# Ягловиці
Ягловиці (пол. Jagłowice, нім. Jocksdorf) — село в Польщі, у гміні Туплиці Жарського повіту Любуського воєводства.
Населення — 97 осіб (2011).
У 1975-1998 роках село належало до Зеленогурського воєводства.

## Демографія
Демографічна структура станом на 31 березня 2011 року:
|          | Загалом | Допрацездатний вік | Працездатний вік | Постпрацездатний вік |
| -------- | ------- | ------------------ | ---------------- | -------------------- |
| Чоловіки | 49      | 8                  | 37               | 4                    |
| Жінки    | 48      | 4                  | 27               | 17                   |
| Разом    | 97      | 12                 | 64               | 21                   |